# Scaphytopius nitridus
Scaphytopius nitridus är en insektsart som beskrevs av Delong 1943. Scaphytopius nitridus ingår i släktet Scaphytopius och familjen dvärgstritar. Inga underarter finns listade i Catalogue of Life.